# Firepower Tour
Firepower Tour es la vigésima séptima gira mundial de conciertos de la banda británica de heavy metal Judas Priest, en promoción al álbum Firepower de 2018. Comenzó el 13 de marzo de 2018 en el recinto Mohegan Sun Arena at Casey Plaza de Wilkes-Barre en los Estados Unidos y culminó el 29 de junio de 2019 en el Hard Rock Hotel & Casino de Las Vegas. Gracias a esta gira tocaron por primera vez en Ecuador, Perú e Indonesia.

## Antecedentes
El 23 de octubre de 2017, junto con el anuncio de la publicación del álbum Firepower, la banda confirmó las primeras presentaciones de la gira por los Estados Unidos. Más tarde, en febrero de 2018, el guitarrista Glenn Tipton anunció públicamente que padecía de la enfermedad de Parkinson, cuyo avance le dificultaba tocar algunas canciones y por ello decidió no ser parte de la gira. En el mismo comunicado además se informó que el productor y guitarrista Andy Sneap cubriría su lugar y que dependiendo de su estado de salud, él podría participar en algunas presentaciones. En el concierto de Newark (Nueva Jersey), el 20 de marzo de 2018, Glenn Tipton apareció por primera vez como músico invitado en las canciones «Metal Gods», «Breaking the Law» y «Living After Midnight». Durante el transcurso de la gira, Tipton apareció en numerosas presentaciones, no solo tocando las tres canciones mencionadas sino también interpretando «Never Surrender» y «Victim of Changes».
La gira se inició cuatro días después del lanzamiento oficial de Firepower en Wilkes-Barre (Pensilvania), que dio comienzo a la primera parte por Norteamérica con shows en los Estados Unidos y Canadá. Durante esta sección la banda contó con Saxon y Black Star Riders como bandas de soporte. Luego de presentarse en el festival mexicano Hell and Heaven Fest, desde el 5 de junio hasta el 10 de agosto se embarcaron en la primera sección por Europa. En esta parte de la gira se presentaron en varios festivales de música y en los conciertos propios contaron con Megadeth como artistas invitados. El 21 de agosto regresaron a los Estados Unidos y Canadá con un tour coliderado con Deep Purple y con The Temperance Movement como banda telonera. Mientras que desde el 26 de octubre hasta 14 de noviembre estuvieron en Latinoamérica, en donde dieron nueve conciertos en seis países; seis de ellos como parte del Solid Rock Festival con la participación adicional de Alice in Chains y Black Star Riders, y algunas bandas locales. Desde el 21 de noviembre hasta el 6 de diciembre se presentaron en Asia con seis fechas en Japón y una en Corea del Sur, una en Singapur y otra en Indonesia. El último concierto de 2018 fue precisamente en la capital indonesia el 6 de diciembre.
El 27 de enero en París (Francia) se dio inicio a las fechas de 2019. En un principio, durante febrero girarían como artistas invitados de Ozzy Osbourne, pero estas fueron canceladas debido a un problema de salud del vocalista. Después, tocaron en Oceanía con dos fechas en Australia —como parte del Download Festival Australia— y otra en Nueva Zelanda. Luego de presentarse en el festival Download de Tokio, el 3 de mayo comenzó la última sección por Norteamérica, con fechas por los Estados Unidos y Canadá, y en las cuales fueron teloneados por Uriah Heep. El último concierto de la gira se celebró el 29 de junio de 2019 en el Hard Rock Hotel & Casino de Las Vegas.

## Incidente de Rob Halford

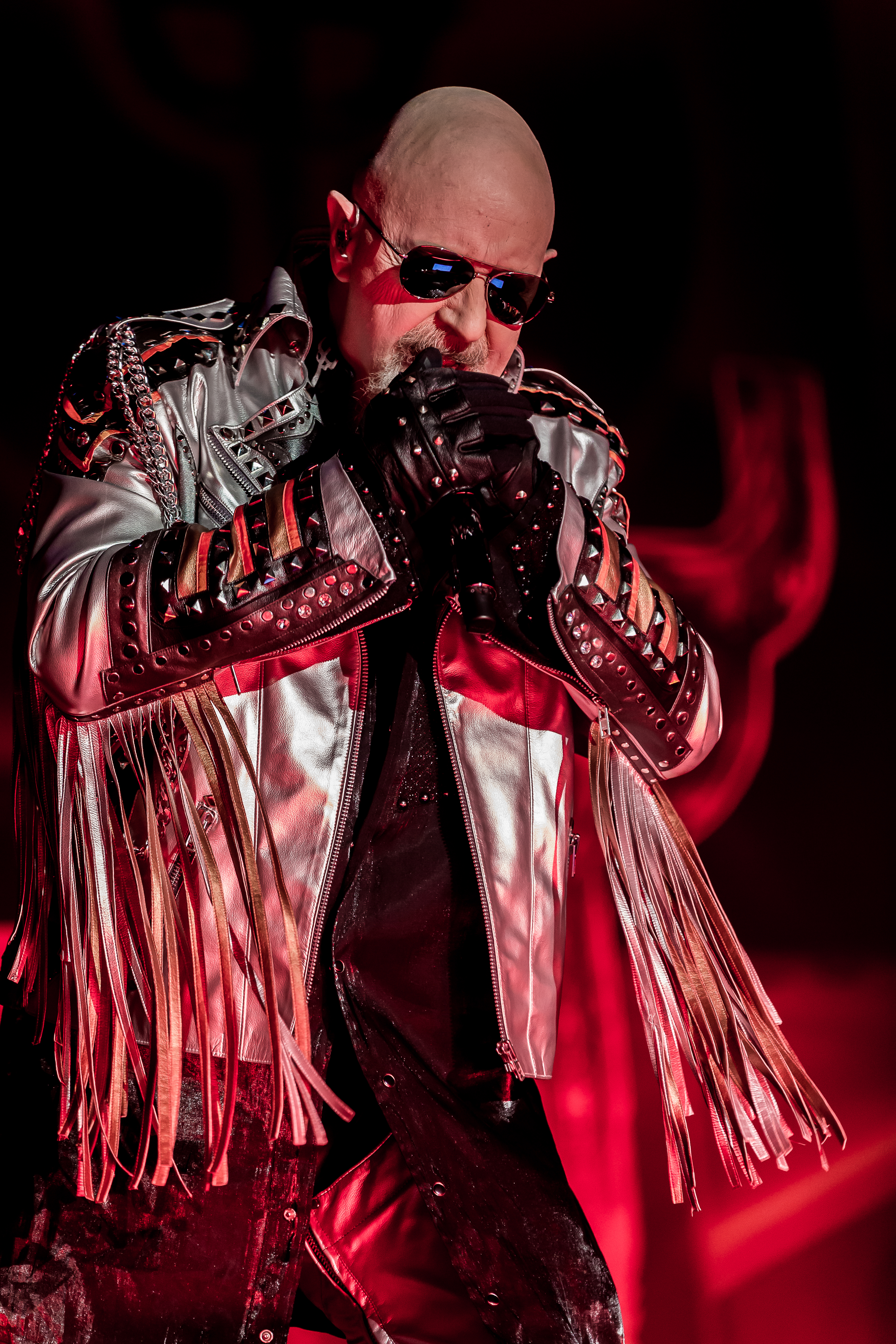
Rob Halford en vivo en 2018

El 25 de mayo de 2019 en el concierto de Rosemont —mientras interpretaban «Judas Rising»— Rob Halford pateó el teléfono celular de uno de los asistentes, quien lo estaba grabando. De acuerdo con el vocalista, el fanático tenía la luz del teléfono encendida mientras lo filmaba y que interfería con su actuación. Él explicó que los fanáticos tienen todo el derecho de filmar los conciertos, pero que: «...si interfieres físicamente con la actuación de The Metal God, ahora sabes lo que sucederá». Bernie Shaw de Uriah Heep, banda con la que compartían escenario, defendió a Halford diciendo que entendió su frustración pero lo llevó un «poco demasiado lejos» y que opinó que «su espacio fue invadido». Además, señaló que: «...reaccionó de forma exagerada, pero puedo entender de donde vino».

## Lista de canciones
La gira contó con una lista de canciones que varió durante las presentaciones. En la primera parte de 2018, se incluyeron cuatro pistas del disco Firepower y destacó el tema «Saints in Hell» de Stained Class, ya que nunca se había interpretado en vivo. Durante los primeros conciertos por los Estados Unidos tocaron la power ballad «Angel», pero más tarde fue reemplazada por la versión de «The Green Manalishi» y esta a su vez cambiada por «Freewheel Burning». Además, en el último concierto de la primera parte por Norteamérica interpretaron por primera vez desde 1983 la canción «Tyrant» del disco Sad Wings of Destiny y desde la primera presentación por Europa incluyeron «Night Comes Down». Posteriormente, se agregaron «Delivering the Goods» y «Killing Machine», canciones que no tocaban en vivo desde 1980 y 1978, respectivamente. Para la última sección por Norteamérica modificaron la lista de canciones para tocar otras pistas de Firepower y temas que no habían interpretado en años como «Out in the Cold», «All Guns Blazing», «Hot Rockin'». Además, por primera vez tocaron «(Take These) Chains» del disco Screaming for Vengeance de 1982. A continuación los setlists tocados en Oshawa, Canadá (28 de marzo de 2018), Belo Horizonte, Brasil (14 de noviembre de 2018) y en Ontario, Estados Unidos (28 de junio de 2019).
1. «Firepower»
2. «Running Wild»
3. «Grinder»
4. «Sinner»
5. «The Ripper»
6. «Lightning Strike»
7. «Bloodstone»
8. «Saints in Hell»
9. «Turbo Lover»
10. «The Green Manalishi»
11. «Evil Never Dies»
12. «Some Heads Are Gonna Roll»
13. «Breaking the Law»
14. «Hell Bent for Leather»
15. «Painkiller»
16. «The Hellion/Electric Eye»
17. «Metal Gods»
18. «You've Got Another Thing Comin'»
19. «Living After Midnight»

1. «Firepower»
2. «Running Wild»
3. «Grinder»
4. «Sinner»
5. «The Ripper»
6. «Lightning Strike»
7. «Desert Plains»
8. «No Surrender»
9. «Turbo Lover»
10. «The Green Manalishi»
11. «Night Comes Down»
12. «Rising from Ruins»
13. «Freewheel Burning»
14. «You've Got Another Thing Comin'»
15. «Hell Bent for Leather»
16. «Painkiller»
17. «The Hellion/Electric Eye»
18. «Breaking the Law»
19. «Living After Midnight»

1. «Necromancer»
2. «Heading Out to the Highway»
3. «The Sentinel»
4. «Spectre»
5. «(Take These) Chains»
6. «Judas Rising»
7. «Out in the Cold»
8. «Traitors Gate»
9. «Starbreaker»
10. «Steeler»
11. «Halls of Valhalla»
12. «Tyrant»
13. «No Surrender»
14. «Hot Rockin'»
15. «Victim of Changes»
16. «All Gunz Blazing»
17. «Hell Bent for Leather»
18. «Breaking the Law»
19. «Living After Midnight»

## Fechas

### Fechas de 2018
| Fecha            | País            | Ciudad                | Recinto                                 | Notas                                                              |
| Norteamérica     | Norteamérica    | Norteamérica          | Norteamérica                            | Norteamérica                                                       |
| ---------------- | --------------- | --------------------- | --------------------------------------- | ------------------------------------------------------------------ |
| 13 de marzo      | Estados Unidos  | Wilkes-Barre          | Mohegan Sun Arena at Cazey Plaza        | teloneados por Saxon y Black Star Riders                           |
| 15 de marzo      | Estados Unidos  | Youngstown            | Covelli Centre                          | teloneados por Saxon y Black Star Riders                           |
| 17 de marzo      | Estados Unidos  | Uniondale             | Nassau Veterans Memorial Coliseum       | teloneados por Saxon y Black Star Riders                           |
| 18 de marzo      | Estados Unidos  | Washington D. C.      | The Anthem                              | teloneados por Saxon y Black Star Riders                           |
| 20 de marzo      | Estados Unidos  | Newark                | Prudential Center                       | teloneados por Saxon y Black Star Riders                           |
| 22 de marzo      | Estados Unidos  | Uncasville            | Mohegan Sun Arena                       | teloneados por Saxon y Black Star Riders                           |
| 23 de marzo      | Estados Unidos  | Worcester             | The Palladium                           | teloneados por Saxon y Black Star Riders                           |
| 25 de marzo      | Canadá          | Ottawa                | TD Place Arena                          | teloneados por Saxon y Black Star Riders                           |
| 27 de marzo      | Canadá          | London                | Budweiser Gardens                       | teloneados por Saxon y Black Star Riders                           |
| 28 de marzo      | Canadá          | Oshawa                | Tribute Communities Centre              | teloneados por Saxon y Black Star Riders                           |
| 30 de marzo      | Canadá          | Rama                  | Casino Rama                             | teloneados por Saxon y Black Star Riders                           |
| 31 de marzo      | Estados Unidos  | Detroit               | Detroit Masonic Temple                  | teloneados por Saxon y Black Star Riders                           |
| 2 de abril       | Estados Unidos  | Mineápolis            | Minneapolis Armory                      | teloneados por Saxon y Black Star Riders                           |
| 3 de abril       | Estados Unidos  | Milwaukee             | Riverside Theater                       | teloneados por Saxon y Black Star Riders                           |
| 5 de abril       | Estados Unidos  | Green Bay             | Resch Center                            | teloneados por Saxon y Black Star Riders                           |
| 6 de abril       | Estados Unidos  | Hammond               | Horseshoe Hammond                       | teloneados por Saxon y Black Star Riders                           |
| 8 de abril       | Estados Unidos  | Bloomington           | Grossinger Motors Arena                 | teloneados por Saxon y Black Star Riders                           |
| 10 de abril      | Estados Unidos  | Casper                | Casper Events Center                    | teloneados por Saxon y Black Star Riders                           |
| 11 de abril      | Estados Unidos  | Loveland              | Budweiser Events Center                 | teloneados por Saxon y Black Star Riders                           |
| 13 de abril      | Estados Unidos  | Salt Lake City        | Vivint Smart Home Arena                 | teloneados por Saxon y Black Star Riders                           |
| 15 de abril      | Estados Unidos  | Kent                  | ShoWare Center                          | teloneados por Saxon y Black Star Riders                           |
| 17 de abril      | Estados Unidos  | Portland              | Veterans Memorial Coliseum              | teloneados por Saxon y Black Star Riders                           |
| 19 de abril      | Estados Unidos  | San Francisco         | The Warfield Theatre                    | teloneados por Saxon y Black Star Riders                           |
| 21 de abril      | Estados Unidos  | Las Vegas             | Las Rageous Festival                    | teloneados por Saxon y Black Star Riders                           |
| 22 de abril      | Estados Unidos  | Los Ángeles           | Microsoft Theater                       | teloneados por Saxon y Black Star Riders                           |
| 24 de abril      | Estados Unidos  | Phoenix               | Comerica Theatre                        | teloneados por Saxon y Black Star Riders                           |
| 26 de abril      | Estados Unidos  | Tulsa                 | BOK Center                              | teloneados por Saxon y Black Star Riders                           |
| 28 de abril      | Estados Unidos  | Dallas                | The Bomb Factory                        | teloneados por Saxon y Black Star Riders                           |
| 29 de abril      | Estados Unidos  | Sugar Land            | Smart Financial Centre                  | teloneados por Saxon y Black Star Riders                           |
| 1 de mayo        | Estados Unidos  | San Antonio           | Freeman Coliseum                        | teloneados por Saxon y Black Star Riders                           |
| Latinoamérica    |                 |                       |                                         |                                                                    |
| 5 de mayo        | México          | Ciudad de México      | Hell and Heaven Fest                    |                                                                    |
| Europa           |                 |                       |                                         |                                                                    |
| 5 de junio       | Noruega         | Oslo                  | Oslo Spektrum                           | teloneados por Megadeth                                            |
| 7 de junio       | Finlandia       | Hyvinkää              | Rockfest                                |                                                                    |
| 9 de junio       | Suecia          | Norje                 | Sweden Rock Festival                    |                                                                    |
| 10 de junio      | Dinamarca       | Copenhague            | Royal Arena                             | teloneados por Megadeth                                            |
| 12 de junio      | República Checa | Pilsen                | Home Monitoring Aréna                   | teloneados por Megadeth                                            |
| 13 de junio      | Polonia         | Katowice              | Spodek                                  | teloneados por Megadeth                                            |
| 15 de junio      | Alemania        | Gräfenhainichen       | With Full Force Fest                    |                                                                    |
| 17 de junio      | Italia          | Florencia             | Firenze Rocks Fest                      |                                                                    |
| 19 de junio      | Alemania        | Friburgo de Brisgovia | Sick Arena                              | teloneados por Megadeth                                            |
| 20 de junio      | Alemania        | Mannheim              | Zelt Festival                           |                                                                    |
| 22 de junio      | Francia         | Clisson               | Hellfest                                |                                                                    |
| 24 de junio      | Bélgica         | Dessel                | Graspop Metal Meeting                   |                                                                    |
| 26 de junio      | Suiza           | Zúrich                | Samsung Hall                            | teloneados por Megadeth                                            |
| 28 de junio      | España          | Bilbao                | Sala Cubec                              | teloneados por Lords of Black                                      |
| 30 de junio      | España          | Madrid                | Caja Mágica                             |                                                                    |
| 2 de julio       | Portugal        | Lisboa                | Altice Arena                            | artistas invitados de Ozzy Osbourne                                |
| 5 de julio       | España          | Barcelona             | Rock Fest BCN                           |                                                                    |
| 19 de julio      | Grecia          | Atenas                | Rockwave Festival                       |                                                                    |
| 21 de julio      | Bulgaria        | Plovdiv               | Hills of Rock Festival                  |                                                                    |
| 22 de julio      | Rumania         | Bucarest              | Romexpo                                 | teloneados por Battle Beast                                        |
| 24 de julio      | Hungría         | Budapest              | Budapest Arena                          | teloneados por Ørdøg                                               |
| 26 de julio      | Eslovenia       | Tolmin                | Metal Days Festival                     |                                                                    |
| 28 de julio      | Austria         | Viena                 | Wiener Stadthalle                       | teloneados por Accept y Battle Beast                               |
| 31 de julio      | Alemania        | Múnich                | Zenith die Kulturhalle                  | teloneados por Black Star Riders                                   |
| 2 de agosto      | Alemania        | Wacken                | Wacken Open Air                         |                                                                    |
| 3 de agosto      | Polonia         | Kostrzyn nad Odrą     | Pol'and'Rock Festival                   |                                                                    |
| 5 de agosto      | Bélgica         | Lokeren               | Lokerse Festival                        |                                                                    |
| 6 de agosto      | Países Bajos    | Tilburgo              | 013                                     |                                                                    |
| 8 de agosto      | Alemania        | Dortmund              | Westfalenhalle                          | teloneados por Uriah Heep                                          |
| 10 de agosto     | Inglaterra      | Catton Hall           | Bloodstock Open Air                     |                                                                    |
| Norteamérica II  |                 |                       |                                         |                                                                    |
| 21 de agosto     | Estados Unidos  | Cincinnati            | Riverbend Music Center                  | Coliderado con Deep Purple; teloneados por The Temperance Movement |
| 22 de agosto     | Estados Unidos  | Chicago               | Hollywood Casino Amphitheatre           | Coliderado con Deep Purple; teloneados por The Temperance Movement |
| 24 de agosto     | Estados Unidos  | Detroit               | Michigan Lottery Amphitheatre           | Coliderado con Deep Purple; teloneados por The Temperance Movement |
| 25 de agosto     | Estados Unidos  | Mount Pleasant        | Soaring Eagle Casino & Resort           | Coliderado con Deep Purple; teloneados por The Temperance Movement |
| 27 de agosto     | Canadá          | Hamilton              | FirstOntario Centre                     | Coliderado con Deep Purple; teloneados por The Temperance Movement |
| 29 de agosto     | Canadá          | Montreal              | Centre Bell                             | Coliderado con Deep Purple; teloneados por The Temperance Movement |
| 30 de agosto     | Canadá          | Quebec                | Videotron Centre                        | Coliderado con Deep Purple; teloneados por The Temperance Movement |
| 1 de septiembre  | Estados Unidos  | Wantagh               | Jones Beach Theater                     | Coliderado con Deep Purple; teloneados por The Temperance Movement |
| 2 de septiembre  | Estados Unidos  | Bethel                | Bethel Woods Center for the Arts        | Coliderado con Deep Purple; teloneados por The Temperance Movement |
| 5 de septiembre  | Estados Unidos  | Darien                | Darien Lake Performing Arts Center      | Coliderado con Deep Purple; teloneados por The Temperance Movement |
| 6 de septiembre  | Estados Unidos  | Holmdel               | PNC Bank Arts Center                    | Coliderado con Deep Purple; teloneados por The Temperance Movement |
| 8 de septiembre  | Estados Unidos  | Virginia Beach        | Veterans United Home Loans Amphitheater | Coliderado con Deep Purple; teloneados por The Temperance Movement |
| 9 de septiembre  | Estados Unidos  | Camden                | BB&T Pavilion                           | Coliderado con Deep Purple; teloneados por The Temperance Movement |
| 11 de septiembre | Estados Unidos  | Charlotte             | PNC Music Pavilion                      | Coliderado con Deep Purple; teloneados por The Temperance Movement |
| 12 de septiembre | Estados Unidos  | Jacksonville          | Daily's Place                           | Coliderado con Deep Purple; teloneados por The Temperance Movement |
| 14 de septiembre | Estados Unidos  | Atlanta               | Verizon Wireless Amphitheatre           | Coliderado con Deep Purple; teloneados por The Temperance Movement |
| 16 de septiembre | Estados Unidos  | Biloxi                | Mississippi Coast Coliseum              | Coliderado con Deep Purple; teloneados por The Temperance Movement |
| 18 de septiembre | Estados Unidos  | Kansas City           | Starlight Theatr                        | Coliderado con Deep Purple; teloneados por The Temperance Movement |
| 20 de septiembre | Estados Unidos  | Welch                 | Treasure Island Resort & Casino         | Coliderado con Deep Purple; teloneados por The Temperance Movement |
| 21 de septiembre | Estados Unidos  | Council Bluffs        | Harrah's Council Bluffs                 | Coliderado con Deep Purple; teloneados por The Temperance Movement |
| 23 de septiembre | Estados Unidos  | Denver                | Pepsi Center                            | Coliderado con Deep Purple; teloneados por The Temperance Movement |
| 26 de septiembre | Estados Unidos  | Chula Vista           | Mattress Firm Amphitheatre              | Coliderado con Deep Purple; teloneados por The Temperance Movement |
| 27 de septiembre | Estados Unidos  | Irvine                | FivePoint Amphitheatre                  | Coliderado con Deep Purple; teloneados por The Temperance Movement |
| 29 de septiembre | Estados Unidos  | Mountain View         | Shoreline Amphitheatre                  | Coliderado con Deep Purple; teloneados por The Temperance Movement |
| 30 de septiembre | Estados Unidos  | Wheatland             | Toyota Amphitheatre                     | Coliderado con Deep Purple; teloneados por The Temperance Movement |
| Latinoamérica II |                 |                       |                                         |                                                                    |
| 26 de octubre    | Colombia        | Bogotá                | Hipódromo de Los Andes                  |                                                                    |
| 28 de octubre    | Ecuador         | Quito                 | Coliseo General Rumiñahui               | teloneados por Kreator                                             |
| 30 de octubre    | Perú            | Lima                  | Jockey Club del Perú                    |                                                                    |
| 2 de noviembre   | Chile           | Santiago              | SGL meets Solid Rock Festival           |                                                                    |
| 5 de noviembre   | Argentina       | Buenos Aires          | Solid Rock Festival Tecnópolis          |                                                                    |
| 8 de noviembre   | Brasil          | Curitiba              | Solid Rock Festival-Pedeira             |                                                                    |
| 10 de noviembre  | Brasil          | São Paulo             | Solid Rock Festival-Allianz Park        |                                                                    |
| 11 de noviembre  | Brasil          | Río de Janeiro        | Km Hall                                 |                                                                    |
| 14 de noviembre  | Brasil          | Belo Horizonte        | Solid Rock Festival-Expominas           |                                                                    |
| Asia             |                 |                       |                                         |                                                                    |
| 21 de noviembre  | Japón           | Sapporo               | Zepp Sapporo                            |                                                                    |
| 23 de noviembre  | Japón           | Gifu                  | Valor Culture Hall                      |                                                                    |
| 25 de noviembre  | Japón           | Okayama               | Civic Hall                              |                                                                    |
| 26 de noviembre  | Japón           | Osaka                 | Grand Cube                              |                                                                    |
| 28 de noviembre  | Japón           | Tokio                 | Tokyo Dome City Hall                    |                                                                    |
| 29 de noviembre  | Japón           | Shinjuku              | Musashino Forest Arena                  |                                                                    |
| 1 de diciembre   | Corea del Sur   | Seúl                  | Bluesquare Hall                         |                                                                    |
| 4 de diciembre   | Singapur        | Singapur              | Zepp@Bigbox                             | teloneados por Babymetal                                           |
| 6 de diciembre   | Indonesia       | Yakarta               | Ecopark Ancol                           |                                                                    |

### Fechas de 2019
| Fecha            | País           | Ciudad           | Recinto                           | Notas                       |
| Europa II        | Europa II      | Europa II        | Europa II                         | Europa II                   |
| ---------------- | -------------- | ---------------- | --------------------------------- | --------------------------- |
| 27 de enero      | Francia        | París            | Le Zénith                         | teloneados por Disconnected |
| Oceanía          |                |                  |                                   |                             |
| 9 de marzo       | Australia      | Sídney           | Download Festival Australia       |                             |
| 11 de marzo      | Australia      | Melbourne        | Download Festival Australia       |                             |
| 16 de marzo      | Nueva Zelanda  | Auckland         | Spark Arena                       | teloneados por Halestorm    |
| Asia II          |                |                  |                                   |                             |
| 21 de marzo      | Japón          | Tokio            | Download Festival Japan           |                             |
| Norteamérica III |                |                  |                                   |                             |
| 3 de mayo        | Estados Unidos | Hollywood        | Seminole Hard Rock Hotel & Casino | teloneados por Uriah Heep   |
| 4 de mayo        | Estados Unidos | Jacksonville     | Welcome to Rockville Festival     |                             |
| 6 de mayo        | Estados Unidos | Nashville        | Nashville Municipal Auditorium    | teloneados por Uriah Heep   |
| 8 de mayo        | Estados Unidos | Atlanta          | Fox Theatre                       | teloneados por Uriah Heep   |
| 9 de mayo        | Estados Unidos | Biloxi           | Beau Rivage                       | teloneados por Uriah Heep   |
| 11 de mayo       | Estados Unidos | Rockingham       | Epicenter Festival                |                             |
| 12 de mayo       | Estados Unidos | Washington D. C. | The Anthem                        | teloneados por Uriah Heep   |
| 14 de mayo       | Estados Unidos | Huntington       | The Paramount                     | teloneados por Uriah Heep   |
| 15 de mayo       | Estados Unidos | Huntington       | The Paramount                     | teloneados por Uriah Heep   |
| 16 de mayo       | Estados Unidos | Uncasville       | Mohegan Sun Arena                 | teloneados por Uriah Heep   |
| 18 de mayo       | Estados Unidos | Albany           | Palace Theatre                    | teloneados por Uriah Heep   |
| 19 de mayo       | Estados Unidos | Albany           | Palace Theatre                    | teloneados por Uriah Heep   |
| 22 de mayo       | Estados Unidos | Milwaukee        | Riverside Theater                 | teloneados por Uriah Heep   |
| 23 de mayo       | Estados Unidos | Milwaukee        | Riverside Theater                 | teloneados por Uriah Heep   |
| 25 de mayo       | Estados Unidos | Rosemont         | Rosemont Theatre                  | teloneados por Uriah Heep   |
| 28 de mayo       | Estados Unidos | Austin           | The Moody Theater                 | teloneados por Uriah Heep   |
| 29 de mayo       | Estados Unidos | Austin           | The Moody Theater                 | teloneados por Uriah Heep   |
| 31 de mayo       | Estados Unidos | Dallas           | The Bomb Factory                  | teloneados por Uriah Heep   |
| 1 de junio       | Estados Unidos | Little Rock      | First Security Amphitheater       | teloneados por Uriah Heep   |
| 3 de junio       | Estados Unidos | San Luis         | Stifel Theatre                    | teloneados por Uriah Heep   |
| 5 de junio       | Estados Unidos | Colorado Springs | Broadmoor World Arena             | teloneados por Uriah Heep   |
| 8 de junio       | Canadá         | Saskatoon        | SaskTel Centre                    | teloneados por Uriah Heep   |
| 10 de junio      | Canadá         | Lethbridge       | ENMAX Centre                      | teloneados por Uriah Heep   |
| 11 de junio      | Canadá         | Edmonton         | Rogers Place                      | teloneados por Uriah Heep   |
| 13 de junio      | Canadá         | Dawson Creek     | EnCana Events Centre              | teloneados por Uriah Heep   |
| 14 de junio      | Canadá         | Prince George    | CN Centre                         | teloneados por Uriah Heep   |
| 16 de junio      | Canadá         | Kelowna          | Prospera Place                    | teloneados por Uriah Heep   |
| 17 de junio      | Canadá         | Abbotsford       | Abbotsford Centre                 | teloneados por Uriah Heep   |
| 19 de junio      | Estados Unidos | Airway Heights   | Northern Quest Resort & Casino    | teloneados por Uriah Heep   |
| 21 de junio      | Estados Unidos | Kent             | ShoWare Center                    | teloneados por Uriah Heep   |
| 22 de junio      | Estados Unidos | Portland         | Moda Center                       | teloneados por Uriah Heep   |
| 24 de junio      | Estados Unidos | San Franciso     | The Warfield Theatre              | teloneados por Uriah Heep   |
| 25 de junio      | Estados Unidos | San Franciso     | The Warfield Theatre              | teloneados por Uriah Heep   |
| 27 de junio      | Estados Unidos | Los Ángeles      | Microsoft Theater                 | teloneados por Uriah Heep   |
| 28 de junio      | Estados Unidos | Ontario          | Citizens Business Bank Arena      | teloneados por Uriah Heep   |
| 29 de junio      | Estados Unidos | Las Vegas        | Hard Rock Hotel & Casino          | teloneados por Uriah Heep   |

## Fechas canceladas
| Fecha (2019)  | País          | Ciudad             | Motivo                                            |
| ------------- | ------------- | ------------------ | ------------------------------------------------- |
| 24 de enero   | Islandia      | Reikiavik          | Cancelado por la productora                       |
| 30 de enero   | Irlanda       | Dublín             | Cancelado por problemas de salud de Ozzy Osbourne |
| 1 de febrero  | Inglaterra    | Nottingham         | Cancelado por problemas de salud de Ozzy Osbourne |
| 3 de febrero  | Inglaterra    | Mánchester         | Cancelado por problemas de salud de Ozzy Osbourne |
| 5 de febrero  | Inglaterra    | Newcastle          | Cancelado por problemas de salud de Ozzy Osbourne |
| 7 de febrero  | Inglaterra    | Glasgow            | Cancelado por problemas de salud de Ozzy Osbourne |
| 9 de febrero  | Inglaterra    | Birmingham         | Cancelado por problemas de salud de Ozzy Osbourne |
| 11 de febrero | Inglaterra    | Londres            | Cancelado por problemas de salud de Ozzy Osbourne |
| 13 de febrero | Alemania      | Múnich             | Cancelado por problemas de salud de Ozzy Osbourne |
| 15 de febrero | Alemania      | Fráncfort del Meno | Cancelado por problemas de salud de Ozzy Osbourne |
| 17 de febrero | Alemania      | Hamburgo           | Cancelado por problemas de salud de Ozzy Osbourne |
| 19 de febrero | Alemania      | Berlín             | Cancelado por problemas de salud de Ozzy Osbourne |
| 22 de febrero | Suecia        | Estocolmo          | Cancelado por problemas de salud de Ozzy Osbourne |
| 24 de febrero | Finlandia     | Helsinki           | Cancelado por problemas de salud de Ozzy Osbourne |
| 27 de febrero | Suiza         | Zúrich             | Cancelado por problemas de salud de Ozzy Osbourne |
| 1 de marzo    | Italia        | Bolonia            | Cancelado por problemas de salud de Ozzy Osbourne |
| 3 de marzo    | España        | Barcelona          | Cancelado por problemas de salud de Ozzy Osbourne |
| 13 de marzo   | Nueva Zelanda | Christchurch       | Cancelado por problemas de salud de Ozzy Osbourne |
| 20 de marzo   | Sudáfrica     | Ciudad del Cabo    | Cancelado por razones técnicas y logística        |
| 22 de marzo   | Sudáfrica     | Johannesburgo      | Cancelado por razones técnicas y logística        |

## Músicos
- Rob Halford: voz
- Andy Sneap: guitarra eléctrica
- Richie Faulkner: guitarra eléctrica
- Ian Hill: bajo
- Scott Travis: batería